# 叙事线
一个叙事线（英語：Narrative thread）或情节线（或更广义地，一个故事线），指特定的写作元素和技巧描写故事中心的人物的行为和经验，不同于那种乏味的“看了开头就知道结尾”的叙事手法。因此，由不同但又特定人物或特定的一组人物所经历的叙事线；是由从虚构作品中的那些人物眼中所看到的情节元素或细节情节所构成的。在这个意义上，每一个叙事线都是一个作品的一个部分；而作品反映了参与其中作为整体一部分的每个人物的世界观，这些人物可能是作者所想描写的一些恶棍、是主人公、是一个次要角色，或是一个非常无趣的官员；但作者将这些叙事线编织在一起就形成了一个特定的作品。